# Krásny Brod
Krásny Brod este o comună slovacă, aflată în districtul Medzilaborce din regiunea Prešov. Localitatea se află la altitudinea de 292 m deasupra n.m., se întinde pe o suprafață de 15,11 km2 și în 2017 număra 483 de locuitori. Se învecinează cu comuna Rokytovce.

## Istoric
Localitatea Krásny Brod este atestată documentar din 1557.

## Demografie
| An:                | 1994 | 2004   | 2014    | 2024   |
| ------------------ | ---- | ------ | ------- | ------ |
| Număr de persoane: | 414  | 416    | 466     | 442    |
| Diferență:         |      | +0,48% | +12,01% | −5,15% |

| An:                | 2023 | 2024   |
| ------------------ | ---- | ------ |
| Număr de persoane: | 446  | 442    |
| Diferență:         |      | −0,89% |